# Euophrys nigromaculata
Euophrys nigromaculata là một loài nhện trong họ Salticidae.
Loài này thuộc chi Euophrys. Euophrys nigromaculata được Hippolyte Lucas miêu tả năm 1846.